# RIN (Rapper)/Diskografie
Diese Diskografie ist eine Übersicht über die musikalischen Werke des kroatischen Rappers RIN und seiner Pseudonyme wie Rinthething. Den Schallplattenauszeichnungen zufolge hat er bisher mehr als 3,4 Millionen Tonträger verkauft. Seine erfolgreichste Veröffentlichung ist die Single Dior 2001 mit über 630.000 verkauften Einheiten.

## Alben

### Studioalben
| Jahr | Titel Musiklabel                             | Höchstplatzierung, Gesamtwochen, AuszeichnungChartplatzierungen (Jahr, Titel, Musiklabel, Platzierungen, Wochen, Auszeichnungen, Anmerkungen) | Höchstplatzierung, Gesamtwochen, AuszeichnungChartplatzierungen (Jahr, Titel, Musiklabel, Platzierungen, Wochen, Auszeichnungen, Anmerkungen) | Höchstplatzierung, Gesamtwochen, AuszeichnungChartplatzierungen (Jahr, Titel, Musiklabel, Platzierungen, Wochen, Auszeichnungen, Anmerkungen) | Anmerkungen                                                 |
| Jahr | Titel Musiklabel                             | DE | AT | CH | Anmerkungen                                                 |
| ---- | -------------------------------------------- | --- | --- | --- | ----------------------------------------------------------- |
| 2017 | Eros Division Recordings (Gold League)       | DE3 Gold · (30 Wo.)DE | AT6 (5 Wo.)AT | CH8 (1 Wo.)CH | Erstveröffentlichung: 1. September 2017 Verkäufe: + 100.000 |
| 2019 | Nimmerland Division Recordings (Gold League) | DE3 Gold · (33 Wo.)DE | AT3 (34 Wo.)AT | CH3 (15 Wo.)CH | Erstveröffentlichung: 6. Dezember 2019 Verkäufe: + 100.000  |
| 2021 | Kleinstadt Division Recordings (Gold League) | DE5 (5 Wo.)DE | AT3 (2 Wo.)AT | CH5 (3 Wo.)CH | Erstveröffentlichung: 29. Oktober 2021                      |

### Mixtapes
| Jahr | Titel Musiklabel                                  | Höchstplatzierung, Gesamtwochen, AuszeichnungChartplatzierungen (Jahr, Titel, Musiklabel, Platzierungen, Wochen, Auszeichnungen, Anmerkungen) | Höchstplatzierung, Gesamtwochen, AuszeichnungChartplatzierungen (Jahr, Titel, Musiklabel, Platzierungen, Wochen, Auszeichnungen, Anmerkungen) | Höchstplatzierung, Gesamtwochen, AuszeichnungChartplatzierungen (Jahr, Titel, Musiklabel, Platzierungen, Wochen, Auszeichnungen, Anmerkungen) | Anmerkungen                         |
| Jahr | Titel Musiklabel                                  | DE | AT | CH | Anmerkungen                         |
| ---- | ------------------------------------------------- | --- | --- | --- | ----------------------------------- |
| 2018 | Planet Megatron Division Recordings (Gold League) | DE17 (9 Wo.)DE | AT15 (1 Wo.)AT | CH15 (1 Wo.)CH | Erstveröffentlichung: 22. Juni 2018 |

### EPs
| Jahr | Titel Musiklabel                              | Anmerkungen                                             |
| ---- | --------------------------------------------- | ------------------------------------------------------- |
| 2016 | Genesis Division Recordings (Gold League)     | Erstveröffentlichung: 3. März 2016 kostenloser Download |
| 2022 | Boys Do Cry Division Recordings (Gold League) | Erstveröffentlichung: 15. Juli 2022 2-Track-EP          |
| 2023 | Euphoria Division Recordings (Gold League)    | Erstveröffentlichung: 14. Juli 2023                     |

## Singles

### Als Leadmusiker
| Jahr | Titel Album                              | Höchstplatzierung, Gesamtwochen, AuszeichnungChartplatzierungen (Jahr, Titel, Album, Platzierungen, Wochen, Auszeichnungen, Anmerkungen) | Höchstplatzierung, Gesamtwochen, AuszeichnungChartplatzierungen (Jahr, Titel, Album, Platzierungen, Wochen, Auszeichnungen, Anmerkungen) | Höchstplatzierung, Gesamtwochen, AuszeichnungChartplatzierungen (Jahr, Titel, Album, Platzierungen, Wochen, Auszeichnungen, Anmerkungen) | Anmerkungen |
| Jahr | Titel Album                              | DE | AT | CH | Anmerkungen |
| --- | ---------------------------------------- | --- | --- | --- | --- |
| 2017 | Blackout Eros                            | — | — | — | Erstveröffentlichung: 27. Januar 2017                                                                                 |
| 2017 | Dizzee Rascal Type Beat Eros             | — | — | — | Erstveröffentlichung: 27. Januar 2017                                                                                 |
| 2017 | Ich will dass du mich brauchst Eros      | — | — | — | Erstveröffentlichung: 1. März 2017                                                                                    |
| 2017 | Doverstreet Eros                         | DE81 (2 Wo.)DE | — | — | Erstveröffentlichung: 31. März 2017                                                                                   |
| 2017 | Bros Eros                                | DE27 Platin · (40 Wo.)DE | AT56 Gold · (4 Wo.)AT | CH— GoldCH | Erstveröffentlichung: 6. Mai 2017 Verkäufe: + 425.000                                                                 |
| 2017 | Monica Bellucci Eros                     | DE15 Platin · (28 Wo.)DE | AT43 Gold · (8 Wo.)AT | CH91 Gold · (1 Wo.)CH | Erstveröffentlichung: 15. August 2017 Verkäufe: + 425.000                                                             |
| 2018 | Data Love Eros                           | DE24 (3 Wo.)DE | AT40 (1 Wo.)AT | CH94 (1 Wo.)CH | Erstveröffentlichung: 15. Januar 2018                                                                                 |
| 2018 | Nike Planet Megatron                     | DE24 (4 Wo.)DE | AT52 (1 Wo.)AT | CH59 (1 Wo.)CH | Erstveröffentlichung: 27. April 2018                                                                                  |
| 2018 | Avirex Planet Megatron                   | DE35 Gold · (7 Wo.)DE | AT41 (4 Wo.)AT | — | Erstveröffentlichung: 1. Juni 2018 Verkäufe: + 200.000                                                                |
| 2018 | Need for Speed Planet Megatron           | DE56 (3 Wo.)DE | — | — | Erstveröffentlichung: 1. Juni 2018                                                                                    |
| 2018 | One Night Planet Megatron                | DE36 (2 Wo.)DE | AT47 (1 Wo.)AT | CH93 (1 Wo.)CH | Erstveröffentlichung: 19. Juni 2018                                                                                   |
| 2018 | Dior 2001 Planet Megatron                | DE4 ×3Dreifachgold · (29 Wo.)DE | AT6 Platin · (23 Wo.)AT | CH4 (11 Wo.)CH | Erstveröffentlichung: 17. August 2018 Verkäufe: + 630.000                                                             |
| 2019 | Vintage Nimmerland                       | DE6 Gold · (12 Wo.)DE | AT4 (8 Wo.)AT | CH14 (3 Wo.)CH | Erstveröffentlichung: 24. Mai 2019 Verkäufe: + 200.000                                                                |
| 2019 | Up in Smoke Nimmerland                   | DE2 Gold · (12 Wo.)DE | AT3 (9 Wo.)AT | CH2 (8 Wo.)CH | Erstveröffentlichung: 30. August 2019 Verkäufe: + 200.000                                                             |
| 2019 | Fabergé Nimmerland                       | DE7 Gold · (11 Wo.)DE | AT6 (6 Wo.)AT | CH9 (4 Wo.)CH | Erstveröffentlichung: 27. September 2019 Verkäufe: + 200.000                                                          |
| 2019 | Keine Liebe Nimmerland                   | DE5 Gold · (23 Wo.)DE | AT6 (16 Wo.)AT | CH7 (8 Wo.)CH | Erstveröffentlichung: 18. Oktober 2019 Verkäufe: + 200.000; feat. Bausa Original: Echt – Du trägst keine Liebe in dir |
| 2019 | Bietigheimication Nimmerland             | DE15 (3 Wo.)DE | AT16 (1 Wo.)AT | CH29 (2 Wo.)CH | Erstveröffentlichung: 29. November 2019                                                                               |
| 2020 | Das Rennen –                             | DE6 (6 Wo.)DE | AT7 (4 Wo.)AT | CH11 (3 Wo.)CH | Erstveröffentlichung: 5. Juni 2020                                                                                    |
| 2021 | Dirty South Kleinstadt                   | DE4 (2 Wo.)DE | AT15 (1 Wo.)AT | CH26 (1 Wo.)CH | Erstveröffentlichung: 8. Januar 2021                                                                                  |
| 2021 | Meer Kleinstadt                          | DE15 (3 Wo.)DE | AT25 (1 Wo.)AT | CH54 (1 Wo.)CH | Erstveröffentlichung: 5. März 2021 Original: Nirvana – Heart-Shaped Box                                               |
| 2021 | San Andreas Kleinstadt                   | DE19 (3 Wo.)DE | AT19 (2 Wo.)AT | CH41 (1 Wo.)CH | Erstveröffentlichung: 30. April 2021                                                                                  |
| 2021 | Sado Kleinstadt                          | DE80 (1 Wo.)DE | — | — | Erstveröffentlichung: 22. Juni 2021                                                                                   |
| 2021 | Insomnia Kleinstadt                      | DE25 (1 Wo.)DE | AT45 (1 Wo.)AT | CH79 (1 Wo.)CH | Erstveröffentlichung: 25. Juni 2021 feat. Giant Rooks                                                                 |
| 2021 | 1976 Kleinstadt                          | DE21 (3 Wo.)DE | AT46 (2 Wo.)AT | CH59 (2 Wo.)CH | Erstveröffentlichung: 13. August 2021                                                                                 |
| 2021 | Apple Kleinstadt                         | DE28 (2 Wo.)DE | AT43 (1 Wo.)AT | CH68 (1 Wo.)CH | Erstveröffentlichung: 17. September 2021                                                                              |
| 2021 | FYM Kleinstadt                           | DE42 (1 Wo.)DE | AT64 (1 Wo.)AT | CH82 (1 Wo.)CH | Erstveröffentlichung: 22. Oktober 2021                                                                                |
| 2022 | Sternenstaub Euphoria                    | DE10 (8 Wo.)DE | AT22 (3 Wo.)AT | CH28 (2 Wo.)CH | Erstveröffentlichung: 8. September 2022 feat. Schmyt                                                                  |
| 2023 | AMG –                                    | DE8 (2 Wo.)DE | AT14 (1 Wo.)AT | CH19 (1 Wo.)CH | Erstveröffentlichung: 10. März 2023 feat. Nina Chuba                                                                  |
| 2023 | Offline Euphoria                         | DE30 (2 Wo.)DE | AT44 (1 Wo.)AT | CH62 (1 Wo.)CH | Erstveröffentlichung: 28. April 2023                                                                                  |
| 2023 | Euphoria                                 | DE52 (1 Wo.)DE | — | — | Erstveröffentlichung: 13. Juli 2023                                                                                   |
| 2024 | 1994 –                                   | DE20 (5 Wo.)DE | AT28 (2 Wo.)AT | CH42 (1 Wo.)CH | Erstveröffentlichung: 19. September 2024                                                                              |
| Folgende Lieder erschienen nicht als Single, wurden aber durch das Album zum Download und Streaming bereitgestellt und konnten somit eine Platzierung erlangen: |                                          | | | | |
| |                                          | | | | |
| 2017 | Nightlife Eros                           | DE63 (1 Wo.)DE | — | — | Charteinstieg: 8. September 2017                                                                                      |
| 2017 | Bass Eros                                | DE73 (1 Wo.)DE | — | — | Charteinstieg: 8. September 2017 Videoauskopplung: 3. November 2017                                                   |
| 2017 | Blackout Eros                            | DE78 Gold · (1 Wo.)DE | — | — | Charteinstieg: 8. September 2017 Verkäufe: + 200.000                                                                  |
| 2017 | Gamma Eros                               | DE92 (1 Wo.)DE | — | — | Charteinstieg: 8. September 2017                                                                                      |
| 2019 | Alien Nimmerland                         | DE8 Platin · (19 Wo.)DE | AT10 (12 Wo.)AT | CH28 (3 Wo.)CH | Charteinstieg: 13. Dezember 2019 Verkäufe: + 400.000                                                                  |
| 2019 | Hollywood Nimmerland                     | — | — | CH33 (1 Wo.)CH | Charteinstieg: 15. Dezember 2019                                                                                      |
| 2021 | Rot Kleinstadt                           | DE60 (1 Wo.)DE | — | — | Charteinstieg: 5. November 2021                                                                                       |
| 2021 | Trance Kleinstadt (Deluxe)               | DE80 (1 Wo.)DE | — | — | Videoauskopplung: 10. Dezember 2021 Charteinstieg: 17. Dezember 2021                                                  |
| 2022 | Commitment Issues Boys Do Cry • Euphoria | DE9 (9 Wo.)DE | AT17 (3 Wo.)AT | CH6 (4 Wo.)CH | Charteinstieg: 22. Juli 2022                                                                                          |
| 2022 | Lola rennt Boys Do Cry                   | DE67 (1 Wo.)DE | — | CH100 (1 Wo.)CH | Charteinstieg: 22. Juli 2022                                                                                          |

### Als Gastmusiker
| Jahr | Titel Album                                                           | Höchstplatzierung, Gesamtwochen, AuszeichnungChartplatzierungen (Jahr, Titel, Album, Platzierungen, Wochen, Auszeichnungen, Anmerkungen) | Höchstplatzierung, Gesamtwochen, AuszeichnungChartplatzierungen (Jahr, Titel, Album, Platzierungen, Wochen, Auszeichnungen, Anmerkungen) | Höchstplatzierung, Gesamtwochen, AuszeichnungChartplatzierungen (Jahr, Titel, Album, Platzierungen, Wochen, Auszeichnungen, Anmerkungen) | Anmerkungen                                                                 |
| Jahr | Titel Album                                                           | DE | AT | CH | Anmerkungen                                                                 |
| ---- | --------------------------------------------------------------------- | --- | --- | --- | --------------------------------------------------------------------------- |
| 2016 | Bianco In Memory of Yung Hurn – Classic Compilation                   | DE— GoldDE | — | — | Erstveröffentlichung: 12. Mai 2016 Verkäufe: + 200.000; Yung Hurn feat. RIN |
| 2019 | Next Wave                                                             | DE3 (8 Wo.)DE | AT2 (5 Wo.)AT | CH10 (3 Wo.)CH | Erstveröffentlichung: 26. April 2019 Ufo361 feat. RIN                       |
| 2020 | Ayo Technology Der Teufel auf meiner Schulter sagt es wird alles okay | DE7 (8 Wo.)DE | AT18 (3 Wo.)AT | CH34 (1 Wo.)CH | Erstveröffentlichung: 26. Juni 2020 Kynda Gray feat. RIN                    |
| 2020 | Oh Junge KitschKrieg                                                  | DE24 (2 Wo.)DE | AT40 (1 Wo.)AT | CH66 (1 Wo.)CH | Erstveröffentlichung: 24. Juli 2020 KitschKrieg feat. RIN & Kool Savas      |
| 2020 | Centre Court 100 Pro                                                  | DE11 (4 Wo.)DE | AT35 (2 Wo.)AT | CH32 (1 Wo.)CH | Erstveröffentlichung: 18. Dezember 2020 Bausa feat. RIN & Ufo361            |
| 2021 | Low Life Stay High                                                    | DE3 (6 Wo.)DE | AT4 (4 Wo.)AT | CH14 (2 Wo.)CH | Erstveröffentlichung: 19. März 2021 Ufo361 feat. RIN                        |
| 2021 | Gift                                                                  | DE49 (1 Wo.)DE | AT47 (1 Wo.)AT | — | Erstveröffentlichung: 1. April 2021 Schmyt feat. RIN                        |
| 2023 | Wahnsinn Blaue Stunden                                                | DE32 (2 Wo.)DE | AT56 (1 Wo.)AT | CH41 (1 Wo.)CH | Erstveröffentlichung: 6. Oktober 2023 01099 feat. RIN                       |
| 2024 | Geld Eden                                                             | DE— aDE | — | — | Erstveröffentlichung: 13. März 2024 Tua feat. RIN                           |
| 2024 | Whip Your Love Is King                                                | DE30 (2 Wo.)DE | AT59 (1 Wo.)AT | CH37 (1 Wo.)CH | Erstveröffentlichung: 25. April 2024 Trettmann feat. RIN                    |
| 2025 | Margiela –                                                            | DE42 (1 Wo.)DE | — | — | Erstveröffentlichung: 28. März 2025 Sira feat. RIN & Lucio101               |

## Musikvideos
| Jahr | Titel                              | Regie                                                                     |
| ---- | ---------------------------------- | ------------------------------------------------------------------------- |
| 2015 | Ljubav / Beichtstuhl               | Jochen Stuible                                                            |
| 2016 | Error                              | Live from Earth                                                           |
| 2016 | Dontlike                           | Live from Earth                                                           |
| 2016 | Bianco                             | Elias Hermann                                                             |
| 2017 | Blackout / Dizzee Rascal Type Beat | The Factory                                                               |
| 2017 | Ich will dass du mich brauchst     |                                                                           |
| 2017 | Doverstreet                        |                                                                           |
| 2017 | Bros                               | Michael Weicker                                                           |
| 2017 | Monica Bellucci                    | Vitali Gelwich                                                            |
| 2017 | Bass                               | The Factory                                                               |
| 2018 | Data Love                          | Deveroe                                                                   |
| 2018 | Need for Speed                     | The Factory                                                               |
| 2018 | One Night                          | The Factory, Jens Wirtzfeld                                               |
| 2018 | Oldboy                             | Michael Weicker                                                           |
| 2018 | Dior 2001                          | The Factory                                                               |
| 2019 | Next                               | Ufuk Bayraktar, Christoph Szulecki                                        |
| 2019 | Vintage                            | The Factory                                                               |
| 2019 | Up in Smoke                        | RJ Sanchez                                                                |
| 2019 | Keine Liebe                        | Nils Hansen                                                               |
| 2019 | Bietigheimication                  | Henri Kalm                                                                |
| 2020 | Alien                              |                                                                           |
| 2020 | Ayo Technology                     | Felix Aaron                                                               |
| 2021 | Dirty South                        | Daniel Sannwald                                                           |
| 2021 | Meer                               | Sebastian Mowka                                                           |
| 2021 | Low Life                           |                                                                           |
| 2021 | Gift                               | Valentin Hansen                                                           |
| 2021 | San Andreas                        | Sebastian Mowka                                                           |
| 2021 | Insomnia                           | Franz Becker, Sebastian Mowka                                             |
| 2021 | 1976                               | Franz Becker, Basti Mowka, Benni Zech (Original) Theis Meck (01099 Remix) |
| 2021 | Apple                              | Maik Schuster                                                             |
| 2021 | FYM                                | Adam Munnings                                                             |
| 2021 | Trance                             | Jochen Stuible, Martin Tamba                                              |
| 2023 | AMG                                | Maik Schuster                                                             |
| 2023 | Offline                            | Niklas Hufen                                                              |
| 2024 | 1994                               | Chris/tien                                                                |
| 2025 | Margiela                           | Lea Baintner                                                              |

## Promoveröffentlichungen
| Jahr | Titel Album                | Anmerkungen                                                       |
| ---- | -------------------------- | ----------------------------------------------------------------- |
| 2014 | Kommunion –                | Erstveröffentlichung: 26. August 2014 SoundCloud; als Rinthething |
| 2015 | Beichtstuhl –              | Erstveröffentlichung: 3. Juli 2015 SoundCloud                     |
| 2015 | Ljubav –                   | Erstveröffentlichung: 3. Juli 2015 SoundCloud                     |
| 2015 | Wasser –                   | Erstveröffentlichung: 16. Dezember 2015 SoundCloud                |
| 2016 | Beihbe (Mafia der Liebe) – | Erstveröffentlichung: 23. April 2016 SoundCloud                   |

## Sonderveröffentlichungen
| Jahr | Titel Album                                                           | Anmerkungen                                                             |
| ---- | --------------------------------------------------------------------- | ----------------------------------------------------------------------- |
| 2014 | Bog Me Cuva Karmasutra                                                | Erstveröffentlichung: 24. November 2014 Caz feat. RIN                   |
| 2016 | Hallelujah Dreams                                                     | Erstveröffentlichung: 11. November 2016 Shindy feat. RIN                |
| 2016 | Bianco In Memory of Yung Hurn – Classic Compilation                   | Erstveröffentlichung: 23. Dezember 2016 Yung Hurn feat. RIN             |
| 2019 | Next Wave                                                             | Erstveröffentlichung: 9. August 2019 Ufo361 feat. RIN                   |
| 2019 | Hennessy Millies                                                      | Erstveröffentlichung: 30. August 2019 Luciano feat. RIN                 |
| 2020 | Oh Junge KitschKrieg                                                  | Erstveröffentlichung: 7. August 2020 KitschKrieg feat. RIN & Kool Savas |
| 2021 | Ayo Technology Der Teufel auf meiner Schulter sagt es wird alles okay | Erstveröffentlichung: 26. Februar 2021 Kynda Gray feat. RIN             |
| 2021 | Centre Court 100 Pro                                                  | Erstveröffentlichung: 26. Februar 2021 Bausa feat. RIN & Ufo361         |
| 2021 | I.N.S. 100 Pro                                                        | Erstveröffentlichung: 26. Februar 2021 Bausa feat. RIN                  |
| 2021 | Gift                                                                  | Erstveröffentlichung: 2. April 2021 Schmyt feat. RIN                    |
| 2021 | Low Life Stay High                                                    | Erstveröffentlichung: 30. April 2021 Ufo361 feat. RIN                   |
| 2022 | Resident Evil B2B                                                     | Erstveröffentlichung: 8. Dezember 2022 Kalim feat. RIN                  |
| 2023 | Wahnsinn Blaue Stunden                                                | Erstveröffentlichung: 3. November 2023 01099 feat. RIN                  |
| 2024 | Geld Eden                                                             | Erstveröffentlichung: 15. März 2024 Tua feat. RIN                       |
| 2024 | Whip Your Love Is King                                                | Erstveröffentlichung: 26. April 2024 Trettmann feat. RIN                |

| Jahr | Titel Album          | Anmerkungen                                                                       |
| ---- | -------------------- | --------------------------------------------------------------------------------- |
| 2018 | Oasis Juice Vol. 142 | Erstveröffentlichung: 21. Juni 2018 Juice Exclusives; Heftbeilage der Juice N°187 |

## Statistik

### Chartauswertung
|                     | DE    | AT    | CH    |
| ------------------- | ----- | ----- | ----- |
| Nummer-eins-Alben   | DE—DE | AT—AT | CH—CH |
| Top-10-Alben        | DE3DE | AT3AT | CH3CH |
| Alben in den Charts | DE4DE | AT4AT | CH4CH |

|                       | DE     | AT     | CH     |
| --------------------- | ------ | ------ | ------ |
| Nummer-eins-Singles   | DE—DE  | AT—AT  | CH—CH  |
| Top-10-Singles        | DE14DE | AT9AT  | CH6CH  |
| Singles in den Charts | DE46DE | AT34AT | CH33CH |

### Auszeichnungen für Musikverkäufe
Anmerkung: Auszeichnungen in Ländern aus den Charttabellen bzw. Chartboxen sind in ebendiesen zu finden.
| Land/RegionAuszeichnungen für Musikverkäufe (Land/Region, Auszeichnungen, Verkäufe, Quellen) | Gold       | Platin     | Verkäufe  | Quellen           |
| -------------------------------------------------------------------------------------------- | ---------- | ---------- | --------- | ----------------- |
| Deutschland (BVMI)                                                                           | 10× Gold10 | 4× Platin4 | 3.400.000 | musikindustrie.de |
| Österreich (IFPI)                                                                            | 2× Gold2   | Platin1    | 60.000    | ifpi.at           |
| Schweiz (IFPI)                                                                               | 2× Gold2   | —          | 20.000    | hitparade.ch      |
| Insgesamt                                                                                    | 14× Gold14 | 5× Platin5 |           |                   |